# Lee Bo-hee
Lee Bo-hee (이보희?, 李甫姬?, I Bo-huiLR, Yi PohŭiMR; 25 maggio 1959) è un'attrice sudcoreana.
Indicata dalla stampa coreana come membro della "troika degli anni Ottanta" insieme a Lee Mi-sook e Won Mi-kyung per la grande popolarità riscossa in quel periodo, Lee ha vinto numerosi premi per i suoi ruoli cinematografici, tra cui miglior attrice esordiente per Ilsongjeon pureun sor-eun al 22° Grand Bell Award, miglior attrice per Eo-udong al 22° Korea Drama and Film Art Award, e miglior attrice per Jeopsikkot dangsin al 24° Baeksang Arts Award e all'8° Korean Association of Film Critics Award.

## Filmografia

### Cinema
- Ilsongjeon pureun sor-eun (일송정 푸른 솔은?), regia di Lee Jang-ho (1983)
- Babo seon-eon (바보 선언?), regia di Lee Jang-ho (1984)
- Gwabuchum (과부춤?), regia di Lee Jang-ho (1984)
- Mureupgwa mureupsa-i (무릎과 무릎 사이?), regia di Lee Jang-ho (1984)
- Agada (아가다?), regia di Kim Hyun-myung (1985)
- Eo-udong (어우동?), regia di Lee Jang-ho (1985)
- Chu-eog-ui bit (추억의 빛?), regia di Jung Ji-young (1985)
- I Jang-ho-ui oe-in-gudan (이장호의 외인구단?), regia di Lee Jang-ho (1986)
- Nageuneneun gir-eseodo swiji anhneunda (나그네는 길에서도 쉬지 않는다?), regia di Lee Jang-ho (1987)
- Dalbit sanyangkkun (달빛 사냥꾼?), regia di Shin Seung-su (1987)
- Jeopsikkot dangsin (접시꽃 당신?), regia di Park Chul-soo (1988)
- Jangmi-ui nanal (장미의 나날?), regia di Kwak Ji-gyun (1994)
- A+salm (A+삶?), regia di Jung Gil-chae (1999)
- Sikgaek: Kimchijeonjaeng (식객: 김치전쟁?), regia di Baek Dong-hoon e Kim Gil-hyung (2010)
- Adeur-ege ganeun gil (아들에게 가는 길?), regia di Choi Wi-an (2017)

### Televisione
- An-gukdong assi (안국동 아씨?) – serial TV (1979-1980)
- Po-ong (포옹?) – serial TV (1981)
- Seogungmama (서궁마마?) – serie TV (1982)
- Seongnyanggap sog-ui yeoja (성냥갑 속의 여자?) – serie TV (1994)
- Seogung (서궁?) – serie TV (1995)
- Yong-ui nunmul (용의 눈물?) – serial TV (1996-1998)
- Naega saneun i-yu (내가 사는 이유?) – serie TV (1997)
- Maenbar-ui cheongchun (맨발의 청춘?) – serie TV (1998)
- Romance (로맨스?) – serie TV (1998)
- Saranghaeseo mi-anhae (사랑해서 미안해?) – serie TV (1998)
- Areumda-un seontaek (아름다운 선택?) – serie TV (1999)
- Pureun an-gae (푸른 안개?) – serie TV (2001)
- Yeo-incheonha (여인천하?) – serial TV (2001-2002)
- Piano (피아노?) – serie TV (2001)
- Eonjena dugeundugeun (언제나 두근두근?) – serie TV (2002)
- Jang Huibin (장희빈?) – serial TV (2002-2003)
- Bu-eokdegi (부엌데기?) – miniserie TV (2002)
- Dallyeora ur-eomma (달려라 울엄마?) – serial TV (2003)
- Aejeong-ui jogeon (애정의 조건?) – serie TV (2004)
- Hyeongsunim-eun yeor-ahop (형수님은 열아홉?) – serie TV (2004)
- Namjaga saranghal ttae (남자가 사랑할 때?) – serie TV (2004)
- Eo-yeoppeun dangsin (어여쁜 당신?) – serial TV (2005)
- Haneur-isi-yeo (하늘이시여?) – serial TV (2005-2006)
- Seoul 1945 (서울 1945?) – serial TV (2006)
- Neon eoneu byeor-eseo wanni (넌 어느 별에서 왔니?) – serie TV (2006)
- Kkotpineun bom-i omyeon (꽃피는 봄이 오면?) – serie TV (2007)
- Ma-wang (마왕?) – serie TV (2007)
- Haneulmankeum ttangmankeum (하늘만큼 땅만큼?) – serie TV (2007)
- Ahyeondong manim (아현동 마님?) – serial TV (2007-2008)
- Chakhan-yeoja Baek Il-hong (착한여자 백일홍?) – serial TV (2007-2008)
- Nae yeoja (내 여자?) – serie TV (2008)
- Meomchul su eobs-eo (멈출 수 없어?) – serial TV (2009-2010)
- Susanghan samhyeongje (수상한 삼형제?) – serie TV (2009-2010)
- Sin-ira bulli-un sana-i (신이라 불리운 사나이?) – serie TV (2010)
- Yongmang-ui bulkkot (욕망의 불꽃?) – serie TV (2010-2011)
- Us-eora Dong-hae-ya (웃어라 동해야?) – serial TV (2010-2011)
- Gwanggaetotae-wang (광개토태왕?) – serial TV (2011-2012)
- Dangsinppun-i-ya (당신뿐이야?) – serial TV (2011-2012)
- Cheongdam-dong sar-a-yo (청담동 살아요?) – serie TV (2011-2012)
- Nanpokhan romance (난폭한 로맨스?) – serie TV (2012)
- Nae sarang nabibu-in (내 사랑 나비부인?) – serie TV (2012-2013)
- Iris II: New Generation (아이리스 2?) – serie TV (2013)
- Wanggane sikgudeul (왕가네 식구들?) – serie TV (2013-2014)
- Modu da kimchi (모두 다 김치?) – serial TV (2014)
- Yeon-ae malgo gyeolhon (연애 말고 결혼?) – serie TV (2014)
- Apgujeon baeg-ya (압구정 백야?) – serial TV (2014-2015)
- Widaehan jogangjicheo (위대한 조강지처?) – serial TV (2015)
- Nae-ildo Seung-ri (내일도 승리?) – serial TV (2015-2016)
- Uri Gap-sun-i (우리 갑순이?) – serie TV (2016-2017)
- Dalkomhan wonsu (달콤한 원수?) – serial TV (2017)
- Jeonsaeng-e wensudeul (전생에 웬수들?) – serial TV (2017-2018)
- Waegeurae Pung-sang-ssi (왜그래 풍상씨?) – serie TV (2019)
- Modu da kungttari (모두 다 쿵따리?) – serial TV (2019)
- Okay gwangjamae (오케이 광자매?) – serie TV (2021)
- Ppalganpungseon (빨간풍선?) – serie TV (2022-2023)